# Sergueï Karimov
Pour les articles homonymes, voir Karimov.
Sergueï Karimov (en cyrillique : Сергей Каримов), né le 21 décembre 1986 à Saran et mort le 24 décembre 2019, est un footballeur germano-russe évoluant comme arrière gauche.

## Biographie

### Carrière en club
Arrivé au VfL Wolfsburg en 2000, à l'âge de 14 ans, Sergueï Karimov intègre l'équipe réserve en 2006 et l'équipe première en 2007.
Pour la saison 2007-2008, il dispute quatre matchs de Bundesliga et un match de Coupe d'Allemagne en 16e de finale contre le FC Schalke 04, match au cours duquel il égalise à la 90e minute.
La saison suivante 2008-2009, année du titre de Champion d'Allemagne du VfL Wolfsburg, Sergei ne dispute qu'un seul match de championnat, suffisant pour être déclaré champion d'Allemagne.
Pour les saisons suivantes 2009-2010 et 2010-2011, Sergei Karimov est cantonné à l'équipe réserve en compagnie notamment du roumain Vlad Munteanu. Convié en 2008 à rejoindre l'Équipe du Kazakhstan, Karimov attend août 2010 pour accepter de jouer pour son pays natal.
Le 11 août 2010, Sergueï Karimov dispute son premier match contre le sultanat d'Oman.
En juin 2011, il rejoint le MSV Duisbourg.

## Sélection
- Équipe du Kazakhstan : 1 sélection
- Première sélection le 11 août 2010 : Kazakhstan - Oman (3 - 1)

## Palmarès
- VfL Wolfsburg
  - Vainqueur de la Bundesliga : 2009 (1 match disputé)

## Statistiques
| Saison    | Club          | Pays         | Championnat | Coupes nationales | Coupes d'Europe | Kazakhstan  |
| --------- | ------------- | ------------ | ----------- | ----------------- | --------------- | ----------- |
| 2007-2008 | VfL Wolfsburg | Bundesliga   | 4 matchs    | 1 match / 1 but   | -               | -           |
| 2008-2009 | VfL Wolfsburg | Bundesliga   | 1 match     | -                 | -               | -           |
| 2009-2010 | VfL Wolfsburg | Bundesliga   | -           | -                 | -               | -           |
| 2010-2011 | VfL Wolfsburg | Bundesliga   | -           | -                 | -               | 1 sélection |
| 2011-2012 | MSV Duisbourg | 2.Bundesliga | 2 matchs    | 1 match           | -               | -           |

Dernière mise à jour le 21 mai 2012